# Delphinium consolida
Espèce
Classification phylogénétique
Statut de conservation UICN

 LC  : Préoccupation mineure

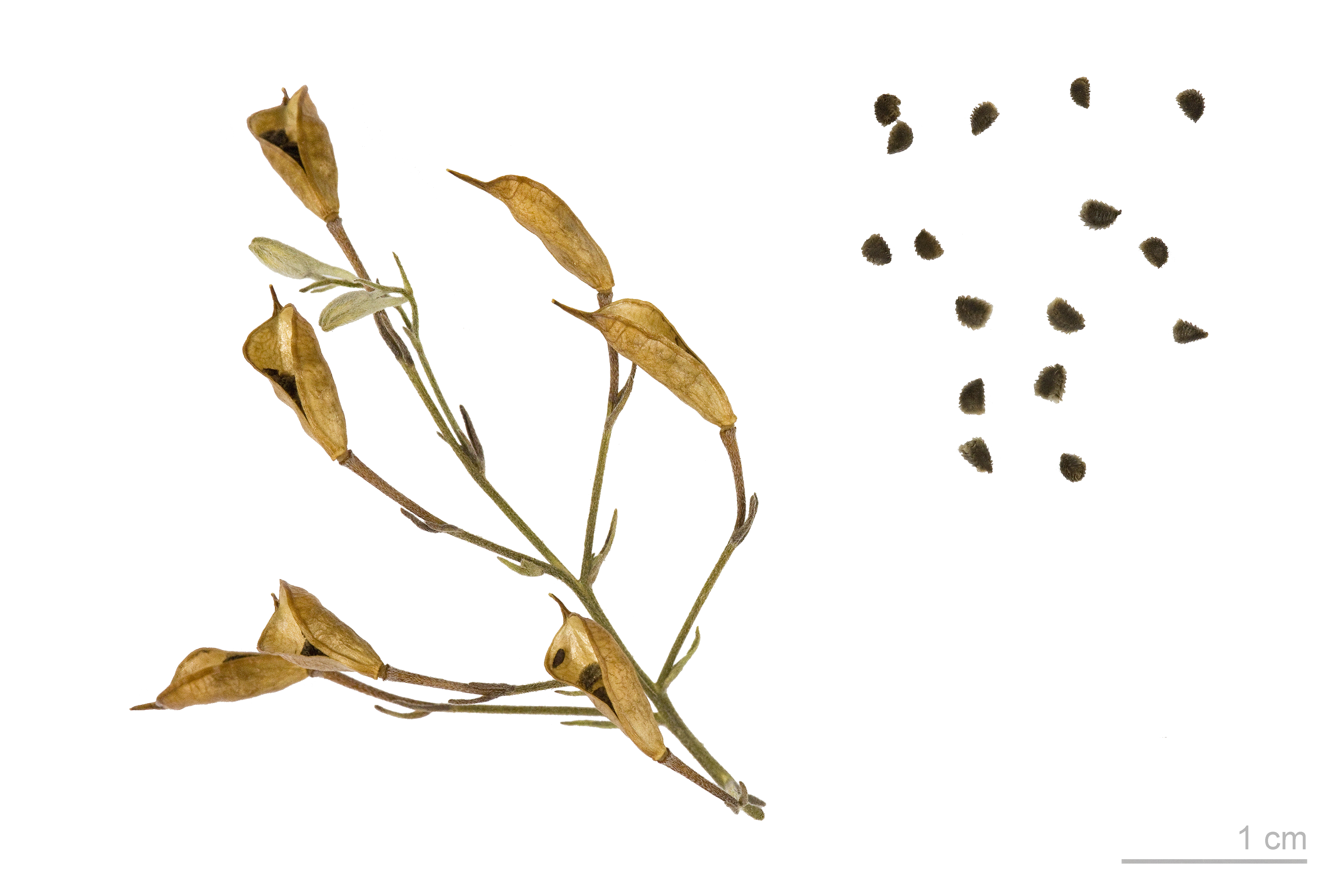
Consolida regalis au Muséum de Toulouse.

Delphinium consolida, en français Dauphinelle des champs, est une espèce de plante à fleurs de la famille des Renonculacées.

## Taxinomie
Carl von Linné en 1753 nomme l'espèce Delphinium consolida. En 1821, Samuel Frederick Gray la rebaptise Consolida regalis, nom déjà donné par Gaspard Bauhin en 1623. En 2011, grâce à une étude phylogénétique, Florian Jabbour et Susanne S. Renner montrent que le genre Consolida doit être regroupé au genre Delphinium. Selon le principe de priorité, cette espèce retrouve le nom que lui avait donné Linné.

## Description
La Dauphinelle des champs est une plante thérophyte hivernale, presque glabre. La tige grêle, de 20  à   40 cm de hauteur, possède des rameaux étalés.
Ce sont des plantes annuelles messicoles.
Les feuilles inférieures, à trois lobes, sont disposées en rosette, avec peu de feuilles. Les feuilles supérieures sont multifides et longuement pétiolées. Elles sont plusieurs fois finement pennées avec des segments étroits et linéaires.
Les bractées, simples et entières de forme linéaire, sont plus courtes que les pédicelles étalés.
Les fleurs, épanouies d'avril à juillet, sont réunies en grappes courtes, pauciflores. Elles sont bleu vif et portent un éperon allongé. Les pétales sont soudés en un seul.
Le fruit est un follicule unique, glabre. Les graines brun-noir de 2 mm de long, oblongues, portent des rides transversales divisées en forme d'écailles. Leur dissémination est barochore.

## Distribution
L'espèce est présente tout autour du bassin méditerranéen, sauf dans de nombreuses îles.

## Écologie
Delphinium consolida est une plante messicole calcicole appartenant à l'association euro-sibérienne Caucalidion lappulae.

## Statut
En France, Delphinium consolida est un taxon à surveiller. En Suisse, c'est une espèce vulnérable, protégée dans certains cantons.